# Kozmogyemjanszk (Mariföld)
Kozmogyemjanszk (oroszul: Козьмодемьянск, hegyi mari nyelven Цикма, mezei mari nyelven Чыкма) város Oroszországban, Mariföldön, Hegyi mari járás székhelye. A hegyi marik kulturális központja.
Lakossága: 21 257 fő (a 2010. évi népszámláláskor).

## Fekvése
Mariföld délnyugati részén, Joskar-Olától 104 km-re, a Volga jobb partján terül el. Kompátkelő köti össze a köztársaság legnagyobb, bal parti részével. A Volgának ez a szakasza a Csebokszári-víztározó része.
Folyami kikötő, csak néhány kilométerre a túlsó parton beömlő Vetluga torkolatától. A legközelebbi vasútállomás a kb. 60-70 km-re lévő Csebokszáriban van.

## Története
Eredetileg a csuvas Csikmehola, vagyis 'határ menti város' terült el itt. Helyén 1583-ban a mezei marik felkelésének ellensúlyozására orosz erődítményt létesítettek, abból nőtt ki a mai település. Városként először 1609-ben említik. 1781-ben a város ujezd székhelye lett. Több alkalommal tűz pusztította, a legnagyobb tűzvészeket 1694-ben, 1758-ban, 1833-ban és 1872-ben  jegyezték fel.
A 18-19. században Kozmogyemjanszk fontos postaállomás volt. Itt vezetett át a Volgán a Nyizsnyij Novgorod–Vjatka közötti régi postaút, mely a túlsó parton többfelé elágazott. Az állami pénzen élő kocsisok saját kocsival és lovakkal fuvarozták az arra utazó hivatalnokokat, kereskedőket vagy a szibériai száműzetésből visszatérőket. A 19. század második felében a település az oroszországi fakereskedelem egyik jelentős központja volt, erdészeti vásárának forgalmánál csak az arhangelszki vásáré volt nagyobb.
A Csebokszári-vízerőmű duzzasztógátjának megépítése és a víztározó feltöltése után egyes külvárosi területeket elöntött a víz, és az alacsonyan fekvő történeti városmag is veszélybe került. Az 1980-as és 1990-es években négy lakótelep (mikrorajon) épült az új városrész magasabban fekvő területén.
A város hivatásos színháza, a Hegyi Mari Drámai Színház 1994 óta mműködik, hegyi mari és orosz nyelven tart előadásokat.

## Népesség
- 1989-ben 24 746 lakosa volt.
- 2002-ben 22 771 lakosa volt.
- 2010-ben 21 257 lakosa volt, melyből 13 065 orosz (61,5%), 6 561 mari (30,9%), 194 tatár, 160 csuvas stb.

## Gazdaság
A második világháborút követő évtizedekben Kozmogyemjanszk ipari város lett, miután két hadiipari üzemet is létesítettek területén. Többszöri átalakulás és névváltozás után napjainkban is működnek, és a lakosság jelentős részét ezek foglalkoztatják. 
- A Potencial villanykapcsolókat, csatlakozóaljzatokat, villanyszerelési tartozékokat készít lakásépítők és az építőipar számára. A Schneider Electric francia gépipari társasághoz tartozik (korábban a Wessen Group érdekeltsége volt)
- A Kopirt 1966-ban alapították egy harkovi gyár leányvállalataként. Napjainkban elektromos berendezéseket gyárt traktorokhoz, személy- és tehergépkocsikhoz, valamint elektromos csatlakozókat katonai felhasználásra.[3]

A kereskedelmi kikötőt működtető gazdasági társaság a Volgán és a Vetlugán végez személy- és teherszállítást, emellett építőipari alapanyagok bányászatával és értékesítéssel is foglalkozik.

## Kultúra
A városban hegyi mari nyelven játszó színház működik. Emlékművet állítottak a mari nép nemzeti hőse, Akparsz hegyi mari fejedelem tiszteletére. A műemlékek közül kiemelkedik az ún. sztrelecek bástyája (1696–1697) és több fafaragványos lakóház a régi városrészben.

### Múzeumok
- A Volgai Kis Tretyjakovka – 1919-ben alapított képtár; gyűjteményében többek között Siskin, Kusztogyijev, Vrubel festményei láthatók
- A szabadtéri néprajzi múzeumban a mari népélet és kultúra néhány jellegzetes vonását ismerheti meg a látogató
- A régi kereskedői élet múzeuma egy 19. századi kereskedőház szobáit, berendezését, használati tárgyait mutatja be
- Az Osztap Bender Múzeum kiállítása Ilf és Petrov regényhőséhez és korához kapcsolódik.

Egyes kutatók szerint a Tizenkét szék című szatirikus regény helyszínét (Vaszjuki várost) az írók Kozmogyemjanszkról mintázták, ezért 1995 óta évente megrendezik a „Benderiada” elnevezésű humorfesztivált.